# Partenavia P.68
Partenavia P.68 er et seks sæders, 2 motors propelfly produceret af de italienske flyproducenter Partenavia og Vulcanair. 

## Historie
Den første flyvning skete 25. maj 1970 med en prototype af P.68 bygget i Arzano Kommune ved Napoli i Italien. Flyet var udstyret med 2 stempelmotorer med 200 hk, fra motorfabrikanten Lycoming Engines. Produktionen af flyet startede i 1972. Siden er der blevet produceret over 300 eksemplarer af flyet i 14 forskellige versioner. I dag er det flyproducenten Valcanair, der står for fremstillingen P.68 flyet.